# Convolvulus hasslerianus
Convolvulus hasslerianus är en vindeväxtart som först beskrevs av Chod., och fick sitt nu gällande namn av O'donell. Convolvulus hasslerianus ingår i släktet vindor, och familjen vindeväxter. Inga underarter finns listade i Catalogue of Life.